# Jean Salençon
Jean Salençon est un physicien français né le 13 novembre 1940. Il est membre de l'Académie des sciences et de l'Académie des technologies.

## Biographie
Ingénieur diplômé de l’École polytechnique (X1959) et de l’École nationale des ponts et chaussées (1964), docteur ès sciences (Université Pierre et Marie Curie, 1969), Jean Salençon a été professeur à l’École nationale des ponts et chaussées de 1977 à 1998 et professeur à l’École polytechnique de 1982 à 2005. Il a également enseigné dans plusieurs grandes écoles et universités en France et à l'étranger. Il a été Recteur non résidant du CISM (Udine) de 2004 à 2012 et membre de plusieurs conseils scientifiques universitaires ou industriels en France et à l’étranger et du conseil d’administration du Conservatoire national des Arts et Métiers (CNAM) de 2005 à 2011.
Membre de l’Académie des sciences depuis 1988, il en a été le président en 2009 et 2010 et, à ce titre, a présidé l’Institut de France en 2009. Ingénieur général honoraire des ponts et chaussées, Jean Salençon a été membre fondateur de l’Académie des technologies.

## Travaux scientifiques
Les travaux de recherche de Jean Salençon concernent la mécanique des milieux continus,,, le calcul des structures et des ouvrages de génie civil, et le comportement irréversible des matériaux solides pour des applications industrielles.  
Il s’est particulièrement intéressé aux comportements irréversibles des matériaux (plasticité,,,, viscoélasticité,) et à leurs applications industrielles. Il est l’auteur de la théorie du calcul à la rupture, qu’il a mise en œuvre pour le premier calcul global de la capacité portante des fondations superficielles sur sols isotropes homogènes ou hétérogènes,ou anisotropes ,et aussi pour les analyses de stabilité d’ouvrages en terre et en sols renforcés. Dans le cas de fondations ou ouvrages soumis à des sollicitations sismiques la méthode est utilisée pour les analyses « pseudo-statiques »,. Il a aussi développé cette théorie dans le cadre probabiliste tant du point de vue de la résistance des matériaux que de celui des sollicitations et a montré qu’elle est le fondement théorique du dimensionnement aux états limites ultimes (ULSD),, qui est intégré dans certains règlements de calcul actuels.

## Honneurs et distinctions
Il est membre de l'Académie des sciences, de l'Académie des technologies, de l'Istituto Lombardo, Milan (membre étranger), de l'Academia das Ciéncias de Lisboa (membre étranger), de l'Académie des sciences de Hongrie (membre honoraire) de l'Academia europaea, du Hong-Kong Institute for advanced study (Senior Fellow), de l'Académie des sciences et lettres de Montpellier (correspondant).
- Commandeur de la Légion d'honneur[25]
- Commandeur de l'ordre des Palmes académiques
- Officier de l'ordre national du Mérite